# William Wales Scagel

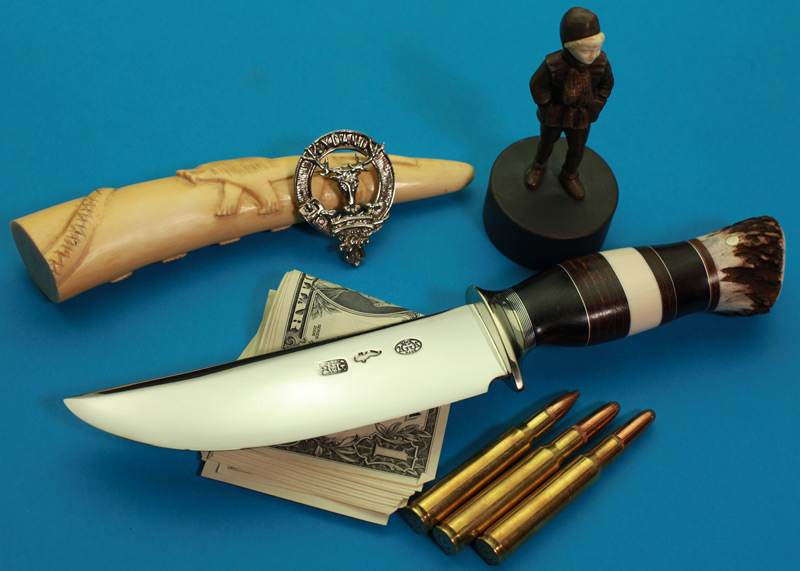
Replikat eines Scagel Jagdmessers von 2G Knives

William Wales Scagel oder Bill Scagel (* 12. Februar 1873; † 26. März 1963) war ein amerikanischer Messermacher aus Michigan, dessen Stil großen Einfluss auf Messerschmiede aus aller Welt, wie z. B. Bo Randall im 20. Jahrhundert hatte.

## Frühes Leben
William Wales Scagel wurde in der Nähe von Alpena, Michigan, in den USA geboren und wuchs in Kanada auf. Er begann im Jahre 1910 mit der Herstellung von Messern, während er in Holzfällercamps in Michigan und Kanada arbeitete. Zuvor arbeitete er als Kunstschmied und Brückenbauer. Nachdem im Jahre 1920 sein Geschäft in Muskegon ausgebrannt war, ließ er sich in der Nähe von Fruitport nieder und baute ein neues Ladengeschäft auf einem Grundstück, welchem er den Namen Dogwood Nub gab. Damit begann seine Vollzeitbeschäftigung in der Herstellung von Messern, Äxten, Kochgeschirr und Booten.

## Messerschmied
Von 1920 an bis 1929 vertrieb Scagel seine Messer über Abercrombie & Fitch in New York und deren Tochterunternehmen wie Von Lengerke & Antoine. Scagel fertigte Jagdmesser, Macheten und Äxte für die Expeditionen der Smithsonian Institution. Scagel fertigte eine große Vielfalt von Messern im Laufe seiner Karriere, unter anderem Bowiemesser, Kampfmesser und Taschenmesser. Eins der seltensten Messer Scagels ist sein persönliches Jagdmesser-Design, ein feststehendes Jagdmesser mit einer Drop-Point-Klinge mit einer weiteren klappbaren Kastrierklinge im Griff. Diese Messer erzielen Preise von über 15.000 $; sieben der zwölf hergestellten Messer befinden sich in privaten Sammlungen.
Scagels typische Messergriffe, bestehend zur unteren Hälfte aus einer Geweihkrone und in der oberen Hälfte aus Lederscheiben, wurden zu seinem Markenzeichen. Ein derartiges Messer beeinflusste Bo Randall dazu, selber Messer herzustellen. Im Jahre 1937 beobachtete er in Nähe des Walloon Lake, wie jemand ein Scagelmesser benutzte, um alte Farbe von einem Bootsrumpf abzukratzen, ohne dass die Klinge dabei in Mitleidenschaft gezogen wurde. Randall erwarb dieses Messer, und in den darauf folgenden Jahren wurde Scagel zu Randalls Mentor, indem er viele seiner Designs beeinflusste. Zusätzlich zu den Leder- und Hirschhorngriffen verwendete Scagel auch Elfenbein, Rosenholz, Bakelit, Vulkanfiber und Ahornholz, welches er von Freunden erhielt, die in der Brunswick Pool Table and Bowling Ball Company arbeiteten.
Scagel fertigte jedes Messer komplett per Hand, ohne Hilfe moderner Maschinen wie Schleif- oder Poliermaschinen. Sein Geschäft in Fruitport bezog seinen elektrischen Strom durch einen Generator, betrieben durch einen Cadillac-Motor. Wegen der reinen Handarbeit war die Anzahl der in den 50 Jahren Scagels Schaffens gefertigten Messer recht gering. Scagel war dafür bekannt, dass er Massenprodukte ablehnte, er fertigte selbst seine eigenen Jagdwaffen. Scagel hatte Ärzten gegenüber großes Misstrauen und behandelte sich lieber selber, wie z. B. das Richten eines gebrochenen Handgelenks oder das Ziehen von Zähnen und Anfertigen von Zahnprothesen. Während einer Polioepidemie im Jahre 1939 fertigte er sogar Beinprothesen für Kinder. Ein Jahr bevor er starb fertigte er sein letztes Messer. 23 Jahre später wurde er auf der Blade Show 1990, in die Blade Magazine Cutlery Hall of Fame, aufgenommen. Das Randall Knife Museum in Orlando verfügt über die weltgrößte Sammlung von Scagelmessern.
Heutzutage werden Jagdmesser im Scagel-Stil von Schmieden hergestellt wie 2G Knives, Treeman Knives oder Scagel Knives.